# Кама (Камбарський район)
Ка́ма (рос. Кама, удм. Кама) — село (в минулому смт) у складі Камбарського району Удмуртії, Росія.
Населення — 2059 осіб (2010; 3478 у 2002).
1942 року було утворене селище міського типу Бутиш, пізніше воно було перейменований у сучасну назву. З 2004 року Кама має статус села.